# The Odd Trio
The Odd Trio es el cuarto álbum de estudio del guitarrista alemán Michael Schenker, publicado en 2001 por su propio sello Michael Schenker Records. Fue lanzado tan solo dos meses después de Dreams and Expressions.
Según Michael la finalidad del álbum era crear todo él mismo, grabar todos los instrumentos, mezclar, producir y remasterizar las canciones en su propio estudio y lanzarlo por su propio sello. Con ello en mente y para acreditar la batería y el bajo, creó dos personajes de ficción Harry Cobham y Kathy Brown en los respectivos puestos. De ahí el título The Odd Trio en español significa «el extraño trío».

## Lista de canciones
Todas las canciones escritas por Michael Schenker.

| N.º | Título                 | Duración |  |
| 1.  | «Far Beyond the Ocean» | 4:52     |  |
| 2.  | «Searching»            | 4:13     |  |
| 3.  | «Rockin' and Lovin'»   | 4:26     |  |
| 4.  | «Welcome»              | 4:22     |  |
| 5.  | «The Good Old Days»    | 4:38     |  |
| 6.  | «Watching»             | 4:29     |  |
| 7.  | «In Good Faith»        | 4:20     |  |
| 8.  | «Achievement»          | 4:18     |  |
| 9.  | «Hangin' Out»          | 4:45     |  |
| 10. | «It's OK»              | 3:58     |  |

## Músicos
- Michael Schenker: guitarra eléctrica
- Harry Cobham (Michael Schenker): bajo
- Kathy Brown (Michael Schenker): batería